# كأس بلغاريا 1938
كأس بلغاريا 1938 (بالبلغارية: Царска купа 1938)‏ هو موسم من كأس بلغاريا. أشرف على تنظيمه اتحاد بلغاريا لكرة القدم، وفاز فيه FK 13 Sofia ‏.